# Liste des présidents du conseil départemental des Yvelines
La liste des présidents du conseil départemental des Yvelines détaille l’ensemble des personnalités politiques nommées ou élues à la tête du conseil départemental, appelé « conseil général » avant 2015.

## Liste des présidents
| Période                            | Période                      | Identité                       | Étiquette                    | Étiquette                    |
| Président du conseil général       | Président du conseil général | Président du conseil général   | Président du conseil général | Président du conseil général |
| ---------------------------------- | ---------------------------- | ------------------------------ | ---------------------------- | ---------------------------- |
| 1968                               | 1976                         | Jean-Paul Palewski             |                              | UDR                          |
| 1977                               | 1994                         | Paul-Louis Tenaillon           |                              | UDF                          |
| 1994                               | 2005                         | Franck Borotra                 |                              | RPR puis UMP                 |
| 16 septembre 2005                  | 25 mai 2009                  | Pierre Bédier                  |                              | UMP                          |
| 25 mai 2009                        | 3 juillet 2009               | Christine Boutin (par intérim) |                              | PCD                          |
| 3 juillet 2009                     | 10 avril 2014                | Alain Schmitz                  |                              | UMP                          |
| 10 avril 2014                      | 2 avril 2015                 | Pierre Bédier                  |                              | UMP                          |
| Président du conseil départemental |                              |                                |                              |                              |
| 2 avril 2015                       | en cours                     | Pierre Bédier                  |                              | LR                           |